# Jean Baptiste du Casse

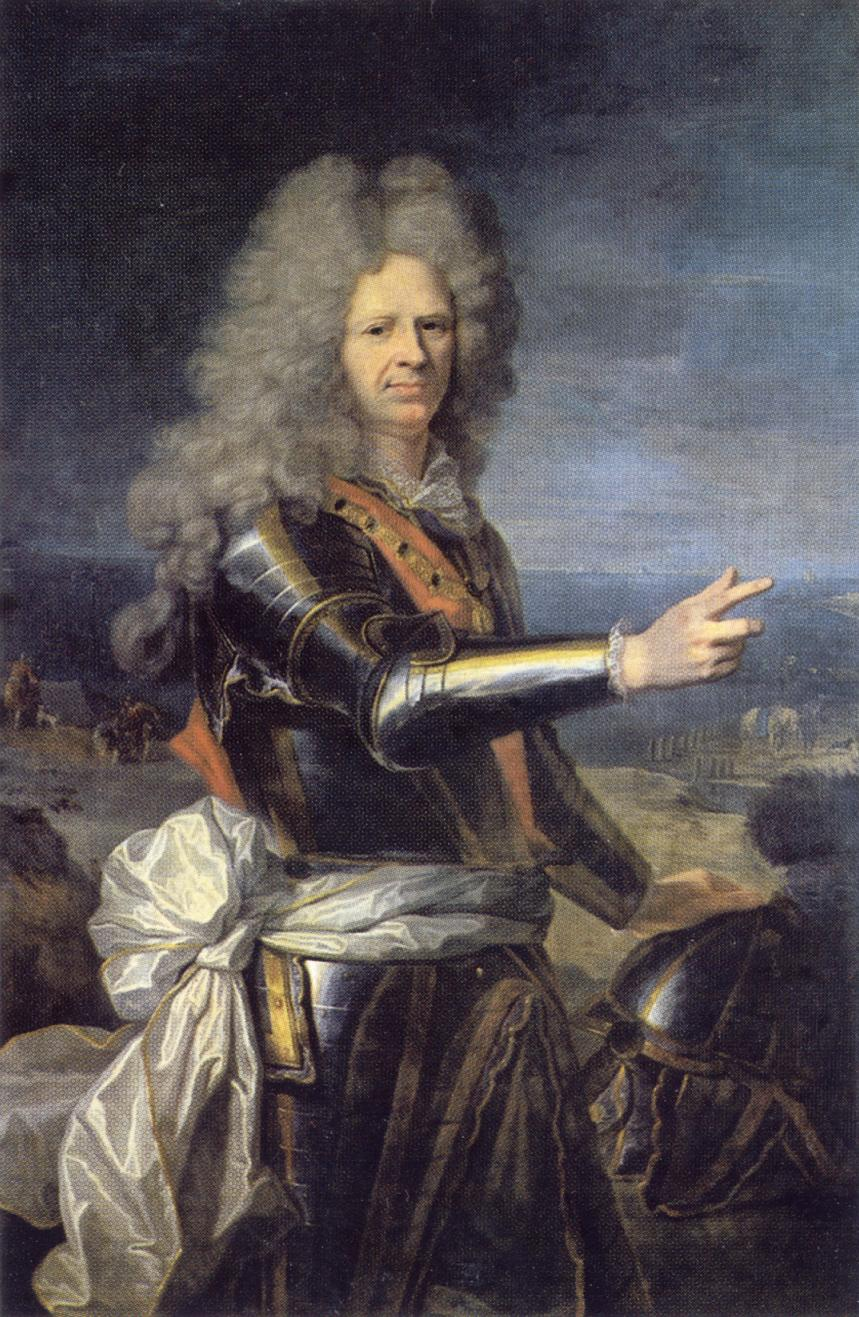
Jean Baptiste du Casse, Gemälde um 1700

Jean Baptiste du Casse (* 2. August 1646 in Saubusse oder Pau, Béarn; † 25. Juni 1715 in Bourbon-l’Archambault) war ein französischer Flibustier und Marineoffizier, zuletzt im Range eines Lieutenant-général.

## Leben
Da seine Eltern Hugenotten waren, wurde du Casse nicht in den französischen Staatsdienst aufgenommen, worauf er in den Dienst der Compagnie de Sénégal trat, einer französischen Handelsorganisation für den afrikanischen Raum. Dort betätigte er sich als Sklavenhändler und verkaufte die verschleppten Gefangenen in den französischen Niederlassungen in der Karibik.
Nach einer erfolgreichen Fahrt stattete er sich in Saint-Domingue von seinem Gewinn ein Schiff aus, mit dem er ein vollbeladenes niederländisches Handelsschiff kaperte. Nach seiner Rückkehr nach Frankreich gab er die Hälfte der Beute an die Krone ab, worauf er von Ludwig XIV. als Lieutenant de vaisseau in die französische Marine aufgenommen wurde.
1691 wurde er zum Gouverneur von Saint-Domingue ernannt, wo er sich bald den Respekt der ansässigen Flibustiere verschaffte. In den folgenden Monaten raubten er und seine Mannschaft die englischen Besitzungen in der Umgebung regelmäßig aus, darunter mehrmals das kurz zuvor durch ein Erdbeben schwer beschädigte Port Royal.
Im April und Mai 1697 führte er zusammen mit einem französischen Expeditionskorps unter Führung von Kapitän Jean-Bernard de Pointis einen erfolgreichen Überfall auf die wohlhabende spanische Küstenstadt Cartagena (heute Kolumbien), wurde jedoch mit seinen Männern von de Pointis um den ausgemachten 1/5 Anteil der Beute betrogen. Er segelte daraufhin nach Frankreich, um seinen Teil persönlich vom König zu fordern und erhielt tatsächlich für sich und seine Flibustiere 1,4 Millionen Franc Entschädigung. Außerdem wurde er für die Plünderung Cartagenas zum Admiral befördert und zum Ritter des St.-Louis-Ordens geschlagen.
1708 schlossen Spanien und Frankreich ein Bündnis und Casse übernahm, in spanischen Diensten stehend, den Schutz der alljährlichen Silberflotte. Dank seiner großen Karibikerfahrung überstanden die spanischen Galeonen in den nächsten Jahren nahezu unversehrt die Überfahrt nach Europa. Casse erhielt für seine Verdienste mit dem Orden vom Goldenen Vlies eine der höchsten Auszeichnungen der spanischen Krone, jener Nation, die er Jahre zuvor noch durch seine Kaperfahrten in Angst und Schrecken versetzt hatte.
Er war einer der letzten karibischen Flibustiere, die nach dem spanisch-französischen Frieden von der Bildfläche verschwanden.